# Định luật Lenz
Định luật Lenz được đặt tên theo nhà vật lý học Heinrich Lenz, người tìm ra định luật này năm 1834. Định luật Lenz phát biểu như sau:
Chiều của dòng điện cảm ứng trong dây dẫn sinh ra bởi sự biến thiên của từ trường tuân theo định luật cảm ứng Faraday sẽ tạo ra một từ trường chống lại sự biến thiên từ thông đã sinh ra nó.
Dòng điện cảm ứng phải có chiều sao cho từ trường do nó sinh ra có tác dụng chống lại nguyên nhân sinh ra nó.

## Công thức
Định luật Lenz được biểu diễn bởi dấu âm trong định luật cảm ứng Faraday:
{\displaystyle \epsilon =-{\Delta \Phi  \over \Delta t}.}
Trong đó:
{\displaystyle \epsilon } là cảm ứng điện từ.
{\displaystyle \Delta \Phi } là biến thiên từ thông (có dấu âm đằng trước để xác định chiều của dòng điện cảm ứng).
{\displaystyle \Delta t} là khoảng thời gian, dấu trừ biểu thị định luật Lenz.
Định luật Lenz phù hợp với định luật bảo toàn năng lượng. Định luật này được thể hiện qua dấu "-" trong các phương trình Maxwell.